# Korošica (dolina)
Korošica je okoli 6 kilometrov dolga dolina, stisnjena med Kamniški vrh (1259 mnm) in planino Osredek na jugu, ter Gradiščem (816 mnm) in  planino Koren na severu. Od ceste Stahovica - Kamniška Bistrica se pri spodnji postaji žičnice za Veliko planino odcepi gozdna cesta na levo v dolino Korošice, proti osredju Krvavca. Cesta se na petih kilometrih povzpne na višino 1000 m. Od tam vodi markirana planinska pot na Kriško planino (1500 mnm) in naprej do Doma na Krvavcu (1700 mnm). Po dolini Korošice teče hudourniški potok Korošica, ki so ga do začetka petdesetih let 20. stoletja koristili za plavljenje hlodovine do žage v Stahovici.